# Linka seniorů
Linka seniorů je anonymní a bezplatná služba telefonické krizové pomoci pro seniory, osoby, které o seniory pečují, a lidi v nouzi či krizové situaci. Mezi nejčastější témata hovorů patří samota či problémy v mezilidských vztazích, ale také ztráta smyslu života, těžká nemoc nebo domácí násilí, popřípadě ekonomická činnost takzvaných šmejdů (přímý prodej na hraně zákona).
Linku seniorů Elpida provozuje obecně prospěšná společnost Elpida, a to od roku 2002, přičemž každý den se na ni, dle údajů z roku 2015, dovolá přibližně sto lidí. Od 1. března 2015 je možné se na linku dovolat i o víkendech, a to mezi osmou a dvacátou hodinou. Služba je poskytována na čísle 800 200 007.
Do roku 2015 byla linka v provozu pouze ve všedních dnech a o vánočních svátcích. Pro získání finančních prostředků na rozšířený provoz telefonické služby vznikl roku 2014 pro Českou televizi hudební klip nazvaný „Kájo, nevolej!“, jenž je parodií na skladbu „Dájo, nevolej“ od Vladimíra Eddy Fořta, kterou zpíval Karel Hála. Titulní úlohu v klipu z roku 2014 ztvárnil herec a režisér Miroslav Krobot, jehož doprovodily členky pěveckého sboru Elpida.
Službu Senior telefon ŽIVOT 90 provozuje stejnojmenný zdravotní ústav 24 hodin denně / 7 dní v týdnu již od roku 1992. Pro volající je tato anonymní a odborná linka důvěry také zdarma. Tuto službu finančně podporují JT International spol. s r.o., Ministerstvo práce a sociálních věcí a hlavní město Praha. Služba je poskytována na čísle 800 157 157.
Iuridicum Remedium nabízí bezplatnou právní poradnu pro otázky dluhové problematiky a exekucí. Využít poradnu mohou pouze pro osoby starší 50 let po předchozím telefonickém objednání na tel. čísle 776 703 170.